# Thomas P. Cullinan
Thomas P. Cullinan (Cleveland, 4 novembre 1919 – Cleveland Heights, 11 giugno 1995) è stato uno scrittore, sceneggiatore e drammaturgo statunitense.

## Biografia
Thomas P. Cullinan nasce a Cleveland, nell'Ohio, il 4 novembre 1919.
Autore di romanzi, opere teatrali e sceneggiature per la televisione è ricordato per il suo romanzo del 1966 L'inganno (titolo originario A painted Devil poi cambiato in The Beguiled) trasposto due volte al cinema nel 1971 e nel 2017.
Nel 1964 e nel 1966 ottiene il riconoscimento della Ford Foundation mentre nel 1971 riceve il Cleveland Art Prize.
Muore a teatro da giudice di un concorso scolastico, stroncato da infarto, l'11 giugno 1995 a Cleveland Heights.

## Opere

### Romanzi
- L'inganno (The Beguiled) (1966), Milano, DeA Planeta, 2017 ISBN 978-88-511-5230-7
- The Besieged (1970)
- The Eighth Sacrament (1977)
- The Bedeviled (1978)
- Inherited Illusions: Integrating the Sacred & the Secular (1988)
- If The Eye Be Sound
- The Roots Of Social Injustice
- Paths Are Made By Those Who Walk On Them

### Teatro
- St. Columkille's Eve (1948)
- The Sentinel (1964)
- Native Shore
- Madigan's Wedding (1966)
- First Warm Day of Spring
- Mrs Lincoln (1968)
- Black Horse Tavern (1976)

## Filmografia
- La notte brava del soldato Jonathan (1971) regia di Don Siegel (soggetto)
- L'inganno (2017) regia di Sofia Coppola (soggetto)